# Населённые пункты Костромской области
Костромская область по состоянию на июнь 2019 года включает 3470 населённых пунктов, в том числе:
- 19 городских населённых пунктов (в списках выделены оранжевым цветом), среди которых:
  - 12 городов,
  - 7 посёлков городского типа (городских посёлков);
- 3451 сельский населённый пункт[4]; по переписи населения 2010 года — 3490 сельских населённых пунктов, в том числе 1201 без населения).

В списках населённые пункты распределены (в рамках административно-территориального устройства) по административно-территориальным единицам: 8 городам областного значения и 24 районам области (в рамках организации местного самоуправления (муниципального устройства) им соответствуют 6 городских округов, 1 муниципальный округ и 22 муниципальных района).
Численность населения сельских населённых пунктов приведена по данным переписи населения 2010 года, численность населения городских населённых пунктов (посёлков городского типа (рабочих посёлков) и городов) — по оценке на 1 января 2021 года.

## Города областного значения

### город (городской округ)Кострома
| № | Населённый пункт | Тип   | Население |
| - | ---------------- | ----- | --------- |
| 1 | Кострома         | город | 267 481   |

### город (городской округ)Буй
| № | Населённый пункт | Тип   | Население |
| - | ---------------- | ----- | --------- |
| 1 | Буй              | город | 20 564    |

### город (городской округ)Волгореченск
| № | Населённый пункт | Тип     | Население |
| - | ---------------- | ------- | --------- |
| 1 | Волгореченск     | город   | 14 355    |
| 2 | Микшино          | деревня | 15        |

### город (городской округ)Галич
| № | Населённый пункт | Тип   | Население |
| - | ---------------- | ----- | --------- |
| 1 | Галич            | город | 12 856    |

### городМантурово
С точки зрения муниципального устройства на территории города областного значения Мантурово и Мантуровского района образован городской округ Мантурово.
| № | Населённый пункт | Тип   | Население |
| - | ---------------- | ----- | --------- |
| 1 | Мантурово        | город | 13 043    |

### городНерехта
С точки зрения муниципального устройства входит в состав муниципального района город Нерехта и Нерехтский район.
| № | Населённый пункт | Тип   | Население |
| - | ---------------- | ----- | --------- |
| 1 | Нерехта          | город | 19 977    |

### городНея
С точки зрения муниципального устройства входит в состав Нейского муниципального округа.
| № | Населённый пункт | Тип   | Население |
| - | ---------------- | ----- | --------- |
| 1 | Нея              | город | 7816      |

### город (городской округ)Шарья
| № | Населённый пункт | Тип     | Население |
| - | ---------------- | ------- | --------- |
| 1 | Алешунино        | деревня | 503       |
| 2 | Ветлужский       | пгт     | 9548      |
| 3 | Корегино         | деревня | 196       |
| 4 | Михалкино        | деревня | 61        |
| 5 | Шарья            | город   | 20 439    |

## Районы
О населённых пунктах в составе районов Костромской области см.:
Населённые пункты Костромской области в районах (от А до Н);
Населённые пункты Костромской области в районах (от О до Я).